# Martha E. Cram Bates
Matha Elizabeth Cram Bates (nascida Cram; Chittenden, 25 de agosto de 1839 – Traverse City, 23 de março de 1905) foi uma escritora, jornalista e editora de jornal americana. Ela era bastante conhecida em todo o Condado de Grand Traverse, e também em todo o estado de Michigan, tendo sido identificada com a obra literária desde a infância. Ela foi, talvez, a primeira mulher no estado que se engajou nas funções do trabalho no jornal, tendo sido ligada ao Grand Traverse Herald, do qual seu marido, Thomas Tomlinson Bates, era editor, desde 1876.

## Primeiros anos e educação
Martha Elizabeth Cram nasceu em Northville, Michigan, em 25 de agosto de 1839. Ela era filha do Sr. e da Sra. Jesse Cram, cuja família se mudou para Traverse City, Michigan, em 1863. Sua infância foi vivida em Northville, Goodrich e Flint, Michigan.
Aos 14 anos de idade, Bates começou a dar aulas na escola, sendo uma adolescente de notável habilidade mental e boa aluna. Posteriormente, ela frequentou a Ypsilanti State Normal School e foi uma das primeiras graduadas do que hoje é chamada de Eastern Michigan University.
Desde a infância, desenvolveu o interesse pela literatura e, ainda menina, escreveu muitos artigos de mérito literário que foram publicadas em periódicos relevantes.

## Carreira
Bates dedicou vários anos de sua juventude ao ensino. Mas ela não só tinha a habilidade, mas a ambição inerente de se tornar uma escritora. Na juventude, ela contribuiu, constantemente, para as principais revistas daquele período e seu trabalho foi bastante procurado pelos editores.
Em 5 de maio de 1867, ela se casou com Thomas T. Bates. Após seu casamento, Bates continuou seu trabalho literário com o marido, tornando-se editora associada do Grand Traverse Herald desde que o jornal passou a ser propriedade do Sr. Bates em 1876. As características mais conspícuas de seu trabalho literário foram os departamentos Home e Sunshine do Herald, e por sete anos, o departamento Household do Evening Record. Esses departamentos sempre foram populares e foram lidos por leitores em milhares de casas em Traverse City e na região de Grand Traverse. O Herald era um grande jornal de 8 colunas e 10 páginas, impresso em casa, um recurso que envolvia uma quantidade extra de trabalho editorial de marido, esposa e filha trabalhando juntos.
Bates era a correspondente de jornal mais antigo e contínuo em Michigan e, por quase quarenta anos, foi um das escritoras mais notáveis do Detroit Tribune. Ela foi uma das organizadoras da Associação de Imprensa da Mulher de Michigan em 1890; sendo presidente por vários anos; e após a morte de Lucinda Hinsdale Stone, presidente honorária da associação.
Quando a Ladies' Library Association of Traverse City foi organizada em 1896, Bates foi uma de seus membros fundadores e membro do conselho executivo até que sua saúde declinou. Após interromper as suas atividades, ela foi nomeada membro consultivo do conselho. Entre as sócias fundadoras do Clube da Mulher, Bates foi numerada como uma das mais ativas e ela, dedicada ao avanço do trabalho da mulher. Ela também foi membro honorário da Traverse Bay Hive, Ladies of the Macabees (LOTM).
Além de seu trabalho no Herald, Bates fez uma imensa quantidade de trabalho literário no formato de correspondência, esboços, histórias e poemas. Ela também escreveu vários livros.  Com Mary Knezik Buck, Bates foi co-autora de Along Traverse Shores e A Few Verses for a Few Friends. Bates também escreveu Young People's History of Michigan, que foi usada em muitas escolas do Estado para estudo histórico.

## Vida pessoal
Na religião, Bates foi uma dos três membros fundadores sobreviventes da Igreja Congregacional. Enquanto ela estava inválida por cerca de três anos, Bates sofreu muito durante os últimos seis meses. Ela morreu em Traverse City, em 23 de março de 1905, e foi enterrada no Cemitério Oakwood naquela cidade. Ela deixou seu marido, Thomas, e três filhos, George G. Bates, proprietário do American Poultry Journal of Chicago e vice-presidente da Herald and Record Co.; Mabel e Clara.

## Obras publicadas
- Ao longo das margens da travessia, 1891